# Marton-in-Cleveland
Marton lub Marton in Cleveland – osada w Anglii, w North Yorkshire, w dystrykcie (unitary authority) Middlesbrough. W 2011 miejscowość liczyła 4728 mieszkańców. Marton jest wspomniana w Domesday Book (1086) jako Martona/Martun/Martune.